# 三本木町 (豊橋市)
三本木町（さんほんぎちょう）は、愛知県豊橋市の地名。

## 地理
豊橋市南部に位置する。東は浜道町、西は上野町、南は高師本郷町、北は曙町に接する。

### 字一覧
- 三本木（さんぼんぎ）[WEB 5]
- 新三本木（しんさんぼんぎ）[WEB 5]
- 新東上（しんとうじょう）[WEB 5]
- 東上（とうじょう）[WEB 5]
- 元三本木（もとさんぼんぎ）[WEB 5]

## 歴史

### 人口の変遷
国勢調査による人口および世帯数の推移。
| 1995年（平成7年）  | 1159世帯 3833人 |  |
| 2000年（平成12年） | 1177世帯 3734人 |  |
| 2005年（平成17年） | 1248世帯 3757人 |  |
| 2010年（平成22年） | 1279世帯 3640人 |  |
| 2015年（平成27年） | 1262世帯 3563人 |  |

### 沿革
- 1932年（昭和7年） - 渥美郡高師村大字高師の一部により、豊橋市三本木町が成立[2]。
- 1953年（昭和28年） - 一部が曙町に編入される[2]。
- 1957年（昭和32年） - 一部が曙町に編入される[2]。また、高師町および上野町の各一部を編入する[2]。

## 施設
- 三本木中央公園[1]
- 三本木町ちびっこ広場[1]

### WEB
1. ↑  “愛知県豊橋市の町丁・字一覧”.   人口統計ラボ. 2023年4月13日閲覧。
2. ↑  総務省統計局 (2017年1月27日). “平成27年国勢調査の調査結果(e-Stat) - 男女別人口及び世帯数 －町丁・字等” (CSV). 2021年7月21日閲覧。
3. ↑  “愛知県豊橋市の郵便番号一覧”.   日本郵便. 2023年4月13日閲覧。
4. ↑  “市外局番の一覧” (PDF).   総務省 (2022年3月1日). 2022年3月22日閲覧。
5. 1 2 3 4 5  “愛知県豊橋市 住所一覧から地図を検索”.   ONE COMPATH. 2023年8月17日閲覧。
6. ↑  総務省統計局 (2014年3月28日). “平成7年国勢調査の調査結果(e-Stat) - 男女別人口及び世帯数 －町丁・字等” (CSV). 2021年7月20日閲覧。
7. ↑  総務省統計局 (2014年5月30日). “平成12年国勢調査の調査結果(e-Stat) - 男女別人口及び世帯数 －町丁・字等” (CSV). 2021年7月20日閲覧。
8. ↑  総務省統計局 (2014年6月27日). “平成17年国勢調査の調査結果(e-Stat) - 男女別人口及び世帯数 －町丁・字等” (CSV). 2021年7月21日閲覧。
9. ↑  総務省統計局 (2012年1月20日). “平成22年国勢調査の調査結果(e-Stat) - 男女別人口及び世帯数 －町丁・字等” (CSV). 2021年7月21日閲覧。
10. ↑  総務省統計局 (2017年1月27日). “平成27年国勢調査の調査結果(e-Stat) - 男女別人口及び世帯数 －町丁・字等” (CSV). 2021年7月21日閲覧。

### 書籍
1. 1 2 3 4  「角川日本地名大辞典」編纂委員会 1989, p. 1788.
2. 1 2 3 4  「角川日本地名大辞典」編纂委員会 1989, p. 622.